# O qui coeli terraeque serenitas
O qui coeli terraeque serenitas, RV 631, és un motet compost per Antonio Vivaldi a partir d'un text anònim en llatí. Està escrit en la tonalitat de mi bemoll major i dins l'habitual estil líric italià del barroc. Com en els motets introductoris, peces que precedien algunes grans obres de Vivaldi, els textos no són litúrgics, sinó versions lliures en llatí d'autor desconegut. Aquest és un dels motets per a veu sola més coneguts de Vivaldi; és un motet compost per "ogni tempo", per a qualsevol festivitat litúrgica. Té un caràcter diferents que els altres, més intern, més recollit, tendra i líric, de vegades tenyit amb una lleugera malenconia.

## Estructura i anàlisi musical
Pertany a un grup de motets per a soprano solista, tres dels quals actualment estan en arxius, i que Vivaldi va compondre durant una de les seves estades a Roma en la dècada del 1720. Dues de les seves estades estan documentades, i foren pel carnaval de 1722-1723, i el de l'any següent. Es té coneixement d'una tercera estada també per carnaval, però no se sap de quin any. Denis Arnold va proposar la frase "concert per a veu" per descriure aquests motets de Vivaldi.
En el manuscrit, que es troba en la col·lecció Giordano de la Biblioteca Nacional de Torí (volum 32), apareix en el títol la indicació «Motetto a Canto solo con Instrumenti, del Sig. D. Antonio Vivaldi». L'obra, en la tonalitat de mi bemoll major, té una estructura en quatre moviments i amb les següents característiques musicals:
| Moviment                             | Instrumentació        | Forma     | Tempo       | Tonalitat |
| ------------------------------------ | --------------------- | --------- | ----------- | --------- |
| 1. «O qui coeli terraeque serenitas» | soprano, corda i b.c. | ària      | allegretto  | mi♭ major |
| 2. «Fac ut sordescat tellus»         | soprano i b.c.        | recitatiu | (recitatiu) | ...       |
| 3. «Rosa quae moritur»               | soprano, corda i b.c. | ària      | largo       | do menor  |
| 4. «Alleluia»                        | soprano, corda i b.c. | ària      | allegro     | mi♭ major |

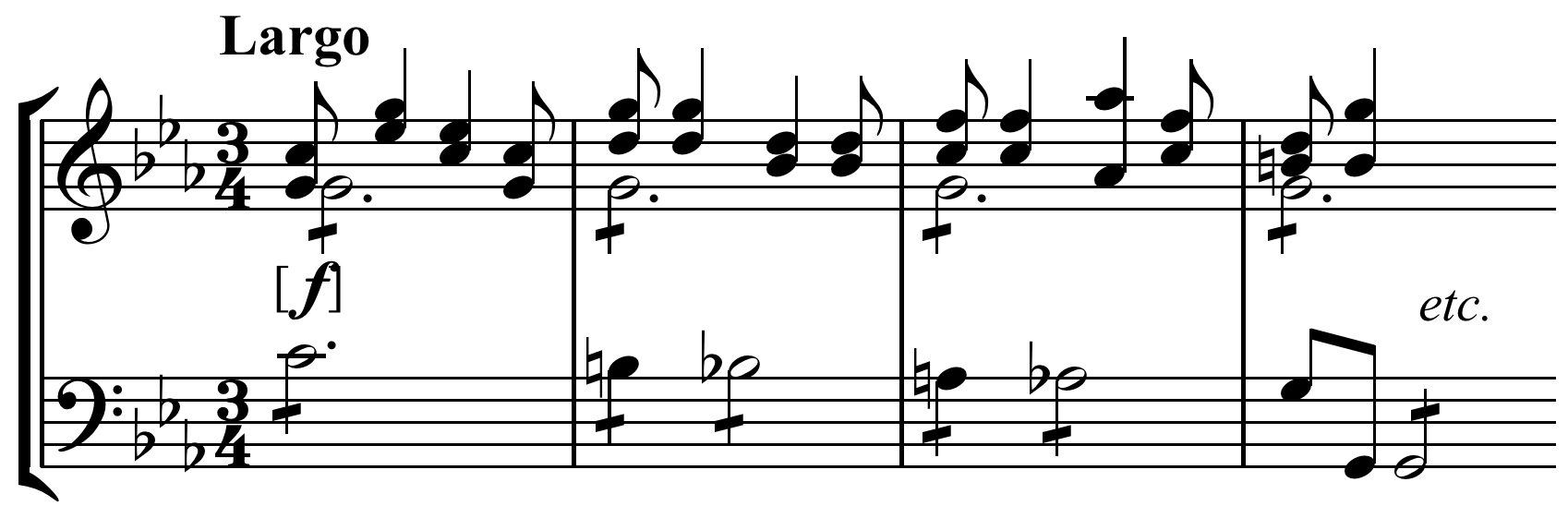
"Baix de lament" de la segona ària.

Vivaldi escull la tonalitat suau de mi bemoll major, i les abundants appoggiatures en la primera ària fan l'efecte de sospirs, i simbolitzen molt bé els afalacs, les adulacions constants que hi ha al món. La segona ària recorre al tradicional "baix de lament" (notes descendents, per graus cromàtics, des de la tònica fins a la dominant), per descriure la rosa que s'asseca. Les dues àries són molt expressives, però especialment la segona, en do menor i compàs 3/4. D'alguna manera, anticipa el que serà el lied romàntic.

## Text
El text anònim, en llatí, és una meditació sobre el caràcter fràgil, temporal de la vida en aquest món en el que tot acaba, té un final: "la rosa que mor, l'ona que trenca". El text és el següent:
| 1. Ària. O qui coeli terraeque serenitas et fons lucis et arbiter es, Unde regis aeterna tua sidera mitis considera nostra vota, clamores et spes. | 2. Recitatiu. Fac ut sordescat tellus dum respicimus coelum; fac ut bona superna constanter diligamus et sperantes aeterna quidquid caducum est odio habeamus. | 3. Ària. Rosa quae moritur, unda quae labitur, mundi delicias docent fugaces. Vix fronte amabili mulcent cum labili pede praetervolant larvae fallaces. | 4. Alleluia. |